# Ратнівський район
Ра́тнівський район — колишня адміністративна одиниця на півночі Волинської області в Україні. Адміністративний центр — селище міського типу Ратне.

## Загальні відомості
Площа району — 143,7 тис. гектарів, що становить 7,1 % площі області. Відстань від районного центру до м. Луцька: залізницею — 137 км; шосейними дорогами — 133 км.
Кількість населення 51,6 тис. ос., у тому числі міського населення 13,7 тис. ос., сільського населення 39,9 тис. ос. В районному центрі проживає 9,2 тис. ос.
Район розташований у Поліській фізико-географічній зоні. На території району 32 озера, протікає 3 річки, найбільша: Прип'ять довжиною 56 км на території району.
На території розміщено 69 населених пунктів, у тому числі 2 селища міського типу (Ратне і Заболоття), 67 сільських населених пунктів.
Межує з Любешівським, Камінь-Каширським, Старовижівським, Шацьким районами Волинської області, Брестською областю Республіки Білорусь. По території району проходить державний кордон протяжністю 104 км, на кордоні розташований пункт переходу Доманове.
Після адміністративної реформи 2020 року Ратнівський район ліквідовано з приєднанням його території до Ковельського району.

## Історія
Упродовж багатьох віків земля у верхів'ї Прип'яті носила назву Ратнівщина. Початок відліку часу Ратного відноситься до XII століття. Свого часу тут стояла дерев'яна фортеця-аванпост, збудована у кінці XII сторіччя для захисту західних кордонів Волинсько-Галицького князівства. Саме від слова «рать» (військова сила, озброєні загони) найімовірніше походить назва містечка.
Ратнівський район було утворено в 1940 році.
У Ратнівському районі цивільні органи управління ОУН діяли в 60-70 % населених пунктів.
У 1962-65 роках він входив до складу Камінь-Каширського району.

## Політика
25 травня 2014 року відбулися Президентські вибори України. У межах Ратнівського району було створено 49 виборчих дільниць. Явка на виборах складала — 67,92 % (проголосували 24 978 із 36 774 виборців). Найбільшу кількість голосів отримав Петро Порошенко — 47,47 % (11 858 виборців); Олег Ляшко — 16,61 % (4 150 виборців), Юлія Тимошенко — 16,44 % (4 107 виборців), Анатолій Гриценко — 5,62 % (1 404 виборців), Сергій Тігіпко — 3,68 % (918 виборців). Решта кандидатів набрали меншу кількість голосів. Кількість недійсних або зіпсованих бюлетенів — 1,53 %.

## Економіка
Ратнівський район в економічному плані є аграрним, а тому тут приділяється велика увага агропромисловому сектору, реформуванню сільського господарства. Розвивається торгівля, сфера послуг. Через район проходить міжнародна автотраса Брест-Кишинів, що сприяє розвитку автотранспорту.
На території району знайдено великі поклади торфу, сапропелю, а нещодавно біля села Жиричі розвідані родовища міді, фосфоритів. Має промислове значення родовище карбонатних порід, які придатні для випалювання вапна. У цьому озерному краї можна мандрувати човном по річці Прип'ять, але ще кращі враження справляє мандрівка пішки через лісові нетрі. Туристам слугує також автобусна станція.

## Транспорт
Територією району проходить автошлях E85 (Берестя — Київ), Т 0304 та Т 0308.
Залізнична станція: Заболоття. Низка зупинних пунктів: Борзова, Краска, Лютка та Чевель.

## Відомі уродженці
- державний діяч Лукашик Степан Іванович (*1953 — †2011).

## Туристичні об'єкти
Меморіальний комплекс «Жертвам фашизму», с. Кортеліси. Пам'ятка монументального мистецтва національного значення в пам'ять жителів села, які загинули в 1942 р.

### Музеї
- Кортеліський історичний музей (с. Кортеліси)
- Шкільний музей історії села Заброди (2012 рік, керівник: Дуда Т. А.)

### Церкви
- Іоанно-Богословський храм, с. Броди. (1995)
- Свято-Покровський храм, с. Велимче. (1661)
- Хрестовоздвиженська церква, 1794 р., с. Заболоття.
- Церква Святої Параскеви, 1794 р., с. Заліси.
- Свято-Михайлівська церква, 1809 р., с. Замшани.
- Церква Різдва Пресвятої Богородиці, XVIII ст., с. Здомишель
- Церква Святої Параскеви, 1830 р. і дзвіниця, 1876 р., с. Самари
- Свято-Миколаївська церква, 1778 р., с. Тур

- Свято-Миколаївська церква. 1991 р. с. Річиця

- Храм св. Іоанна Богослова с. Заброди, (1660)
- Церква Казанської Богоматері с. Лучичі, (02 травня 2014)
- Храм св. Рівноапостольної княгині Ольги с. Межисить

## Природо-заповідний фонд
- Гідрологічна пам'ятка природи «Озеро Святе» — с. Тур, площа 44 га. Унікальне мальовниче озеро карстового походження, яке розташоване серед лісового масиву високобонітетних соснових насаджень віком понад 100 років — заповідна територія загальнодержавного значення.

### Заповідні території місцевого значення
- Ландшафтний заказник «Чернявське» — с. Замшани. Цінна ділянка високобонітетних дубово-соснових насаджень. Площа 262 га.
- Ландшафтний заказник «Урочище Херма». Площа 108,4.
- Лісовий заказник «Гірницький» — с. Бродятине. Цінна ділянка високобонітетних насаджень ялини європейської віком 70 років. Площа 1 га.
- Лісовий заказник «Доманівський» — Жиричівське лісництво. Цінна ділянка високобонітетних насаджень ялини європейської, яка включена в генофонд області. Площа 0,9 га.
- Лісовий заказник «Кортеліський» — с. Кортеліси, цінна ділянка насаджень ялини європейської віком 105 років, площа 10 га.
- Лісовий заказник «Смольний» — с. Сільце, унікальний лісовий масив дубових, соснових та березових насаджень віком 150 років, площа 140 га.
- Загальнозоологічний заказник «Липине» — смт. Заболоття, цінний лісовий масив з соснових насаджень, де знаходяться місця мешкання та розмноження цінних видів ссавців, зокрема лося, козулі, кабана дикого, зайця-русака. Площа 3294 га.
- Гідрологічний заказник «Броно» — с. Самари, цінне озеро площею 67 га.
- Гідрологічний заказник «Гірницьке болото» — с. Залісся, площею 120,5 га.
- Гідрологічний заказник «Залухівський» — с. Залухів, площею 839,4 га. Цінний природний комплекс в запливі р. Прип'ять, що включає два озера (Волянське і Святе) з оточуючими болотами і лісовим масивом.
- Гідрологічний заказник «Озеро Дошне» — с. Дошне, площею 29,2 га. Озеро карстового походження.
- Гідрологічний заказник «Озеро Радожичі» — с. Гірники, площею 109.7 га. Місце розмноження водоплавних (лебеді, качки, лиски).
- Гідрологічний заказник «Озеро Чисте» — с. Броди, площею 58 га. Унікальне озеро карстового походження глибиною 15 м, розташоване в сосновому лісі. В озері водяться цінні види риб.
- Гідрологічний заказник «Озерця» — с. Язавні, площа 661 га. Цінний природний комплекс, що складається з мальовничих озер льодовикового походження.
- Гідрологічний заказник «Оріхівський» — між селами Межисить, Самари-Оріхівські, Березники, Залисище, площа 824 га. Унікальний природний комплекс. В озерах водяться цінні види риб. Місце розмноження лебедів, качок, лисок, а також ондатр, бобрів.
- Гідрологічний заказник «Річицький» — с. Річиця, площею 1046,8 га. Цінний природний комплекс, що знаходиться у заплаві р. Прип'ять з багатою дерево-чагарниковою і трав'яною рослинністю.
- Гідрологічний заказник «Урочище Плав» — с. Велимче, площею 16,4 га. Комплекс, що включає відмираюче озеро Плав. Тут зустрічається ряд видів водно-болотної дичини.
- Гідрологічний заказник «Урочище Терешкове» — с. Велимче, площею 9,3 га. Місце масового розмноження болотяної дичини.
- Гідрологічний заказник «Щедрогірський» — с. Щедрогір, площею 700 га. Місце розмноження водоплавних і навколоводних птахів.
- Ботанічна пам'ятка природи «Велимченська дача» — с. Велимче, площею 36,2 га. Низькобонітетні насадження сосни звичайної, де зустрічаються цінні лікарські види рослин.
- Ботанічна пам'ятка природи «Гірницький ялинник» — с. Гірники, площею 2,1 га. Цінна ділянка насадження ялини європейської віком 57 років.
- Ботанічна пам'ятка «Дуби звичайні» — с. Гірники. Ділянка дубів-велетнів, місце де в роки Другої світової війни загинув і похований гвардії рядовий, Герой Радянського Союзу В. Газін.
- Ботанічна пам'ятка природи «Кедр сибірський» — с. Поступель, площею 0,01 га. Одиноке дерево віком понад 125 років.
- Ботанічна пам'ятка природи «Озерця» — с. Замшани, площею 20,8 га. Низькобонітетні насадження сосни звичайної з домішкою берези.
- Зоологічна пам'ятка природи «Кортеліська дача» — с. Гірники, площею 5,2 га. Ділянка змішаного лісу з домішуванням ялини європейської, де знаходиться гніздо лелеки чорного, занесеного до Червоної Книги.
- Зоологічна пам'ятка природи «Ялиновий ліс» — с. Гірники, площею 4,5 га. Ділянка мішаного лісу, де знаходиться гніздо лелеки чорного.
- Заповідне урочище «Озеро Тур» — с. Тур, площею 1235 га. Місце розмноження цінних видів риб та водоплавних птахів, понад 200 видів.
- Заповідне урочище «Велимчанська Дача».
- Гідрологічний заказник місцевого значення «Озеро Любовель» — площею 183га.
- Загальнозоологічний заказник «Гвозди» — площею 249,5 га.